# Église Saint-Martin d'Erbajolo
L'église Saint-Martin est une église catholique située à Erbajolo, en France.

## Localisation
L'église est située dans le département français de la Haute-Corse, sur la commune d'Erbajolo.

## Historique
L'édifice est classé au titre des monuments historiques en 1926.